# (6172) Прокофеана
(6172) Прокофеана (лат. Prokofeana) — астероид, относящийся к группе астероидов пересекающих орбиту Марса. Он был открыт 14 октября 1982 года советским астрономом Людмилой Карачкиной в Крымской обсерватории и назван в честь Валентины Владимировны Прокофьевой, астрофизика из этой же обсерватории.

Орбита астероида Прокофьева и его положение в Солнечной системе